# Acanthophyllum andarabicum
Acanthophyllum andarabicum är en nejlikväxtart som beskrevs av Podl. och H. Schiman-czeika. Acanthophyllum andarabicum ingår i släktet Acanthophyllum och familjen nejlikväxter. Inga underarter finns listade i Catalogue of Life.